# Левицький Леопольд Іванович
Леопо́льд Іва́нович Леви́цький (7 серпня 1906, Бурдяківці — 14 травня 1973, Львів) — український радянський графік, один із піонерів графічного дизайну та реклами. Заслужений діяч мистецтв УРСР (1970).

## Життєпис
Народився 7 серпня 1906 року в селі Бурдяківці (до липня 2020 Борщівський район; Тернопільська область) в сім'ї сільського коваля. З часом Левицькі переїхали до Чорткова, де батько працював у залізничному депо, а Леопольд навчався в Чортківській державній гімназії імені Юліуша Словацького. Тут помітили й оцінили його малярські здібності. Та батько хотів бачити сина адвокатом і після закінчення ним у 1925 році гімназії посилає його на навчання до Кракова. Ця професія була на той час добре оплачувана і престижна. Та Леопольд поступає до Академії красних мистецтв на відділ скульптури. Тільки мати, проста селянка, без докорів зустріла вибір сина стати художником.
Спочатку він вчився в групі відомого польського скульптора Ксаверія Дуніковського. Та після некоректного зауваження професора щодо його незавершеної роботи на одному із занять Леопольд Левицький перейшов вчитися на графіку. В Академії він навчався у відомих професорів В. Яроцького, С. Сіхульського, Ф. Паутча, М. Мегоффера, Я. Войнарського. У 1930—1931 роках перебував у Парижі.
Під час навчання Л. Левицький захоплюється лівими авангардовими ідеями, він входить до складу прокомуністичної «Краківської групи». В 1932 році з групою однодумців організував виставку, яка через свою соціальну спрямованість і гостру тематику творів («Павук», «Тюрма», «Боротьба робітників з поліцією») не сподобалася владі і була закрита. Леопольда на чотири місяці ув'язнили, а згодом виключили з Академії.
У 1930-х роках за ним і таємно, і явно наглядала поліція, польська влада його ув'язнювала. Після вересня 1939 року Левицький очолив у Чорткові міську Раду.
Під час Другої світової війни перебував в евакуації у Казахстані.
З 1946 року оселився у Львові. Працював викладачем в Українській академії друкарства.
Помер із різцем у руці за робочим столом 14 травня 1973 року. Похований у Львові, на Личаківському цвинтарі.

## Творчість
Левицький — митець багатогранний: графік, живописець, скульптор. Вільно володіючи багатьма техніками, він уже на початку мистецького шляху створив високохудожні роботи. Більшість його ранніх творів загинула у роки воєнного лихоліття. Надбанням України залишилися твори пізнішого періоду.
На творчість художника, без сумніву, вплинуло середовище Львова, у якому Левицький оселився 1946 року.
У 1960-х роках художник виробив неповторну стилістичну манеру, в якій поєдналися безпосередність і технічність. Із гравюр «З оповідань мого батька», «Старе і нове», «Як ми жили за океаном» видно руку зрілого майстра.
Левицький був надзвичайно вимогливим до себе. В останні десятиріччя життя створив велику серію картин карпатської тематики, зокрема «День навчання». Є у нього цикл картин, присвячених Григорію Сковороді, що стали його лебединою піснею.
Левицький досягнув визнання й авторитету серед львівських колег-художників, старійшиною яких був багато літ. Тодішня влада нагородила його орденом.
За життя не мав жодної персональної виставки. Лише через рік після смерті, 1974 року, відбулася виставка його творів у Львові.